# Mosshumla
Mosshumla (Bombus muscorum) är en insekt i överfamiljen bin (Apoidea) som finns i stora delar av Europa och även förekommer i Asien. Den har fått sitt svenska namn av sin vana att fodra boet med mossa. 

## Beskrivning
Mosshumlan är en ganska liten art med medellång tunga där drottningen uppnår en längd på 16–19 millimeter, hanar 12–15 millimeter samt arbetare 10–15 millimeter. Mellankroppen är brandgul på ovansidan och gul på sidorna, medan bakkroppen är randig i gult och brandgult. Benen är vanligtvis svarta. I övrigt saknar de flesta formerna svart behåring utom på bakkroppens sista tergit. Vissa underarter (ibland betraktade som geografiska former) har dock större svart behåring, till exempel är B. muscorum agricolae, som finns på Hebriderna och Shetlandsöarna, svart både i ansiktet (hos hanarna dock uppblandat med gult) och på hela kroppens undersida. Färgteckningen kan variera; dessutom bleks färgerna med tiden, vilket gör bestämningen osäker.

## Utbredning
Mosshumlan finns i Europa och Asien från Norden över Brittiska öarna, inkluderande skotska Högländerna och Orkneyöarna, till Spanien i sydväst och Turkiet i söder.. Österut går den till södra Sibirien och Bajkal samt vidare österut till Kina. I Norden finns den allmänt längs Danmarks kust och Norges västkust.
I Sverige är den lokalt tämligen allmän längs Skånes kust, på Öland och på Gotland. Den förekommer även mera sällsynt upp till Uppland, dock med stora luckor. Ett isolerat fynd har gjorts i Idre i Dalarna (enligt Astrid Løken, 1973). Denna senare förekomst har dock inte kunnat återfinnas, och betraktas idag (2022) som en felidentifikation – även Løken själv var förbryllad över fyndet. En individ med mörkare färgteckning har även påträffats i Göteborg, men det är osäkrt om den inte kan ha kommit med någon transport från norska västkusten.
I Finland finns arten sällsynt från Helsingforstrakten västerut till Åland, och vidare längs västkusten norrut i höjd med Korsholm i Österbotten. En separat population i Norra Österbotten verkar bara haft ett par observationer sedan tidigt 1980-tal.

## Underarter
IUCN anger två underarter::
- Bombus muscorum muscorum som finns norrut till ryska Viborg, i ryska Karelen och på Orkneyöarna, samt
- Bombus muscorum bannitus, som finns norr därom.

Dessutom finns lokala former som sladeni från England, agricolae från Orkney och Shetlandsöarna och laevis från Turkiet, som ibland också betraktas som underarter.

## Ekologi
Mosshumlan uppträder på blomsterrika strandområden, ängs- och stäppmark där den framför allt besöker ärtväxter som vitklöver, rödklöver, getväppling och vickrar, dunörtsväxter som mjölkört, kransblommiga växter som plistrar och bosyska, grobladsväxter som axveronika, strävbladiga växter som oxtunga, snyltrotsväxter som höskallra och korgblommiga växter som väddklint. Boet är ofta beläget i gamla mus- och sorkbon ovan jord men kan också anläggas i mosslager, fågelbon, tuvor, träd, byggnader och liknande. Det är litet, och överstiger mycket sällan 100 arbetare. Mosshumlan har fått sitt svenska namn av sin vana att fodra boet med mossa (även om torkat gräs också används). Den är en påtagligt aggressiv humla som ivrigt försvarar sitt bo och kan förfölja misstänkta angripare i flera minuter.
Hanarna söker ungdrottningar genom att på hösten, när de börjar komma fram, vänta utanför bona tidigt på morgonen på att de nya ungdrottningarna ska lämna det.

## Hotbild
Mosshumlan har starkt och negativt påverkats i och med jordbrukslandskapets modernisering med en ökande inriktning mot monokulturer. Även på betesmarker har en ökande övergödning missgynnat de arter som humlan lever på, inte minst beträffande kvävebindande ärtväxter, som missgynnas av en ökande konstgödsling med kvävepreparat. Inte minst på Stora alvaret på Öland har denna tendens varit tydlig. Den ökade fritidsbebyggelsen och vägbyggnationen har också spelat in, liksom den globalt sett fragmenterade utbredningen, som i flera delpopulationer lett till inavel.
Globalt är arten rödlistad som sårbar ("VU").
I både Sverige och Finland är mosshumlan rödlistad som nära hotad ("NT")..

## Galleri

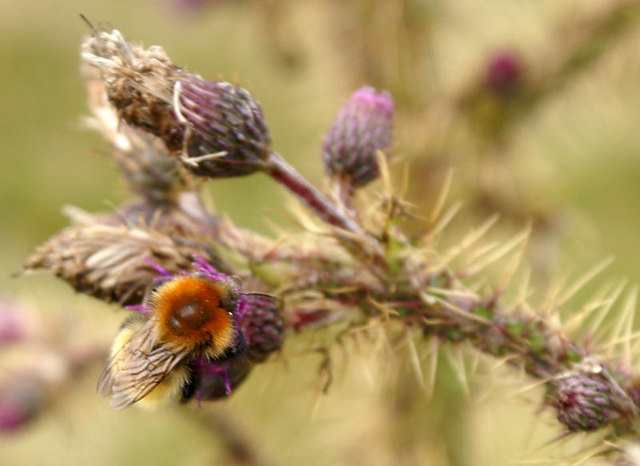
Bombus muscorum agricolae – den lokala formen på Shetland och Orkneyöarna.
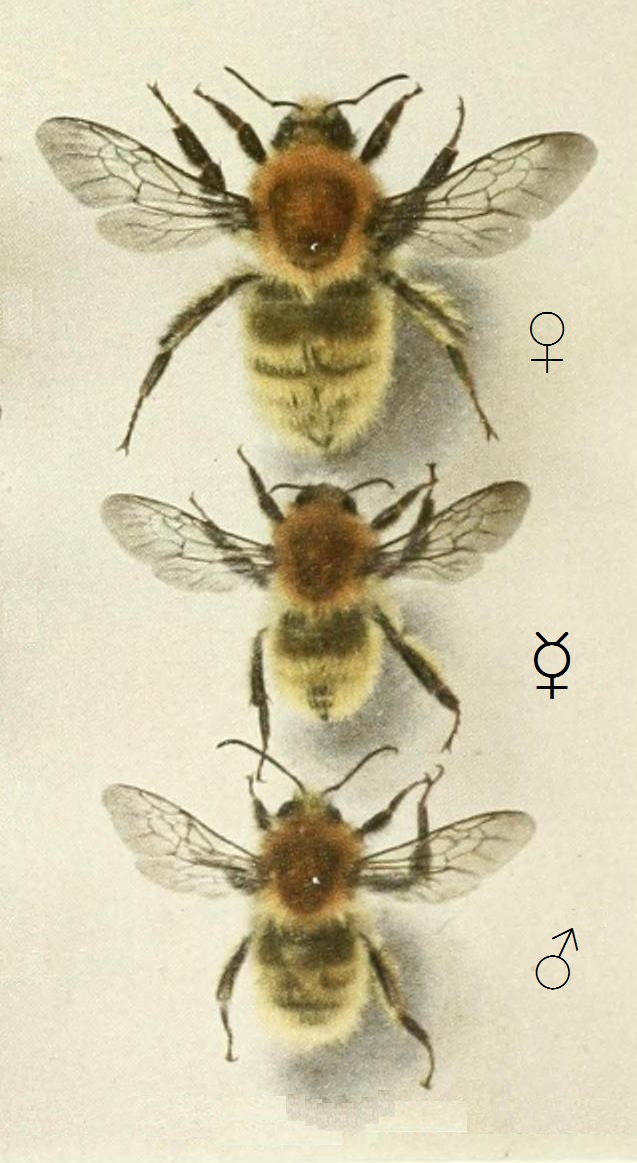
Alla tre kasterna (insamlade exemplar). Färgerna förändrade efter döden.
- Video av nektarsökande mosshumla på ön Smøla i västra Norge.